# Раковник (район)
Район Раковник (чеш. Okres Rakovník) — один из 12 районов Среднечешского края Чешской Республики. Административный центр — город Раковник. Площадь района — 896,3 кв. км., население составляет 55 516 человек. В районе насчитывается 83 муниципалитета, из которых 3 — города.

## География
Район расположен в северо-западной части края. Граничит с районами Кладно и Бероун Среднечешского края на востоке и юго-востоке; Рокицани и Пльзень-север Пльзенского края на юге и юго-западе; Лоуни Устецкого края на севере и северо-западе.

## Города и население
Данные на 2009 год:
| Город         | Население |
| ------------- | --------- |
| Раковник      | 16 915    |
| Нове-Страшеци | 5 302     |
| Есенице       | 1 826     |

| Всего          | Женщин           | Мужчин           |
| -------------- | ---------------- | ---------------- |
| 55 516 (100 %) | 27 764 (50,01 %) | 27 752 (49,99 %) |

Средняя плотность — 62 чел./км²; 43,31 % населения живёт в городах.

## Муниципалитеты
- Лужна
- Руда